# Castelul Balási din Imper
Castelul Balási din Imper este un monument istoric din județul Harghita.